# 信息时报
《信息时报》是中国广州市的一份综合性、城市性日报，隶属广州日报报业集团，创刊于1985年1月1日。

## 概况
《信息时报》于1985年创刊，原为财经类日报，由广州市计划委员会、广州日报社、中国人民银行广州分行、中国工商银行广州分行、广州市物价局、广州市经济研究所、广州国际信托投资公司、万宝电器集团公司、珠江实业总公司、广州市经济信息中心10个单位联合主办，由广州市计划委员会主管。1999年年底，该报划归广州日报报业集团主办。
2001年5月15日，广州日报报业集团投入大量资金对其进行改版，定位为“发财狮子·大众报纸”，使其成为综合性、都市性日报。该报发展思路为2001年“民生大报”，慢慢过渡到2005年的“城市大报”，2006年3月21日再次改版，成为“代表城市新势力的报纸”。
该报在2006年自称日均发行量已达到152万份，是广州地区销量最大的四开报，为广州报纸零售量第二位。传阅人数与电子版读者已超过500万人。

## 版式
- A叠：时政新闻、评论、综合新闻、广州本地新闻、体育新闻及彩票
- B叠（周二、四）：时时财经、娱乐新闻和生活资讯
- B叠（周三、五）：新东莞
- B叠（周日）：天天向上
- S叠：信息时报社区版（有19个版本）